# Ŭllyul-gun
Ŭllyul-gun (koreanska: 은률군) är en kommun i Nordkorea.   Den ligger i provinsen Södra Hwanghae, i den sydvästra delen av landet, 70 km sydväst om huvudstaden Pyongyang.